# Všejany (przystanek kolejowy)
Všejany (czeski: Železniční zastávka Všejany) – stacja kolejowa w miejscowości Všejany, w kraju środkowoczeskim, w Czechach. Znajduje się na wysokości 205 m n.p.m..
Jest obsługiwany i zarządzany przez České dráhy. Na przystanku nie ma możliwości zakupu biletów, a obsługa podróżnych odbywa się w pociągu. 

## Linie kolejowe
- 071 Nymburk - Mladá Boleslav